# Roger Pénau
Roger Pénau, né le 30 juin 1886 à Brest (Finistère) en Bretagne et mort le 30 octobre 1961 à Pontoise, est un compositeur breton de musique classique.

## Biographie
Roger Pénau a voué toute sa vie à la musique. Né à Brest le 30 juin 1886, de vieille souche bretonne, il vient à Paris à l'École Niedermeyer et au Conservatoire de musique et de déclamation pour travailler la composition et l'harmonie.
À l'École Niedermeyer, Roger Pénau est élève du Maître Henri Büsser, avec Maurice Le Boucher, Henri Defossé, Henri Nibelle.
Il y remporta des récompenses dans les classes de piano, harmonie, orgue et accompagnement. C'est ensuite au Conservatoire de musique et de déclamation qu'il fait ses classes d'harmonie, de contrepoint et fugue auprès d'Albert Lavignac, d'André Gedalge et de Paul Vidal ; il fut lauréat de contrepoint en 1910, plus tard membre du jury ou président des Concours du Conservatoire.
Professeur de chant choral, pianiste à l'Opéra Garnier, membre du Jury de nombreux concours, il fit une carrière de chef de chant à l'Opéra Garnier.
Parallèlement, il écrivit plusieurs œuvres pour orchestre dont le Prélude Triomphal (exécuté le 14 juillet 1919 aux fêtes de la Victoire), Dryades et Centaures (poème symphonique, 7 mars 1926, Orchestre Lamoureux), un ballet, des pièces pour piano et violon, des mélodies.
Sa dernière composition fut un concerto pour alto, commandé par l'Académie des Beaux-Arts, créée à la radio par Eugène Bigot.
Il obtint en 1957 le prix André-Messager.
Musicien passionnément attaché à la Bretagne, Roger Pénau était toujours enthousiaste, associant son ancrage culturel à sa créativité.
Sa musique sensible et pensée, porte en effet l'empreinte de ses origines celtiques.
Roger Pénau, mobilisé pendant la Première Guerre mondiale (1914-1918), paya un lourd tribut à l'épreuve nationale et revint avec la Médaille militaire et la Croix de guerre.

## Dates clefs
- Accompagnateur au Conservatoire, classe Isnardon (1907).
- lauréat de contrepoint Conservatoire de Paris, (1910).
- Professeur à l'Ecole de Chant choral, Fondation d'Estournelles de Constant (1906 à 1926).
- Pianiste à l'orchestre de l'Opéra (1913).
- Mobilisé au front dans un régiment d'Infanterie du 20e corps, trois citations, blessure, Croix de Guerre, Médaille militaire (1914 à 1919).
- Blessé par éclat d'obus à Beaune et Chivy (Aisne), le 3 mai 1917.
- Prix Lili Boulanger (1919).
- Accompagnateur, examens et concours, classe Gros-Saint-Ange, Conservatoire National (1920).
- Deuxième médaille Salon des Musiciens Frençais (1922).
- Chef du chant au Théâtre National de l'Opéra (1926 - 1933). Période pendant laquelle il assura exclusivement le travail musical et la mise au point de plusieurs nouveaux ouvrages, parmi lesquels: Salamine, de Maurice Emmanuel (juin 1929); La Duchesse de Padoue, de Maurice Le Boucher (octobre 1931).
- Directeur musical et chef d'orchestre aux actualités d'Éclair-Journal' (1931 à 1932).
- Conqrès Universel de la voix, Conférence sur les "Relations entre l'Art lyrique et l'Art dramatique du point de vue vocal" (1937).
- Voyage à Vienne et en Pologne. Appelé par Jean Kiépura pour lui apprendre en français le rôle de don José, "Carmen" (1938).
- Secrétaire général et chef d'orchestre du Salon des Musiciens Français (1939).
- Engagé dans les F.F.I. comme franc-tireur, pour la Libération de Paris, du 1er au 25 août (1944).
- Chef de chant à la Radiodiffusion nationale (1944).
- Chef d'orchestre au Théâtre de la Gaîté lyrique (1945).

## Productions musicales
Ses œuvres sont importantes. Elles ont été exécutées en France à Paris notamment et à l'étranger.  
- Prélude triomphal, composé pour le ministère des Beaux-Arts, à l'occasion des Fêtes de la Victoire, exécuté au Trocadéro, par l'orchestre de l'Opéra, sous la direction de l'auteur (14 juillet 1919).
- Prélude triomphal pour baryton solo, chœurs, orgue et orchestre, Concert Pasdeloup (25 décembre 1919).
- Dryades et Centaures, poème symphonique, Concerts Lamoureux, direction Paul Paray (7 mars 1926).
- Plusieurs auditions comme interprète ou compositeur à la Société Nationale des Beaux-Arts (1920 et années suivantes).
- Première audition au Châtelet, de Le Streghe, de Paganini, arrangé et orchestré par Roger-Pénau, avec Miguel Candela et l'orchestre des Concerts Colonne, sous la direction de Gaston Poulet (1949).
- Concerts Colonne, Invictus, Bruno Siegfried Huhn (en); Shortnin' Bread, J. Wolfe, chantés par Robert Bostwick, orchestrés par Roger Pénau (22 et 29 janvier 1950).

## Ses autres Œuvres
- Sonate pour violon et piano.
- Musique de scène pour Le Malade imaginaire.
- Musique de scène pour L'Offrande, de Gaston Sorbets : Radio-Paris, direction Eugène Bigot, Comédie-Française, direction de l'auteur.
- Scherzo pour trois violoncelles.
- La Revanche de la Cigale, important ballet sur un argument en prose et en vers, de L.G. Torande.
- De nombreux transcriptions, arrangements et harmonisations.
- Une série de pièces pour piano et pour instruments divers.
- Une collection importante de mélodies sur des poèmes de: Catulle Mendès, Verlaine, Baudelaire, Constant-Hubert, Rambosson, etc.
- Une opérette en trois actes, "La Jolie Romance".
- Le Mort qui apprend à vivre, farce en un acte sur un livret de Valmy Baysse.
- Vivre, évocation chorégraphique.
- Fantaisie chorégraphique sur des thèmes internationaux.
- Chœur pour voix de femmes ("a capella").
- Musique religieuse.
- Orlanda, un acte dramatique sur un livret d'Alfred Henry.

## Documentaires cinématographiques
- Croisière en Adriatique
- La Conquête du Haut-Atlas
- Solesmes
- Le Grand Retour
- Deux Constructeurs: Henri IV et Richelieu
- Musique pour plus de quarante dessins animés.

## Honneurs
- Médaille militaire.
- Croix de guerre 1914–1918.
- Officier de l'Instruction publique (1932).
- Membre définitif de la SACEM
- Membre de la Société des Auteurs et Compositeurs dramatiques.
- Membre du Comité du Club des Études internationales.
- Administrateur de la Caisse d'Allocations Vieillesse des Professeurs de musique et des Musiciens.
- Trésorier général de l'Association Nationale des Auteurs, Compositeurs et Éditeurs anciens combattants.
- Prix André Messager.

## Citations
Guerre 1914-1918 :
«Actif, courageux, a toujours accompli avec sang-froid les missions les plus périlleuses. Au cours des combats des 8 et 9 juillet, a montré le plus grand dévouement dans le transport des blessés. Le chef tué et le sous-chef blessé, a pris la direction des musiciens et "les a conduits sur le champ de bataille, malgré un bombardement continu et violent. »
Cité à l'ordre du régiment le 27 mai 1917: « Pendant les affaires du 25 avril et des 5 et 6 mai, a collaboré avec beaucoup de dévouement et avec mépris du danger, à l'évacuation des blessés de la première ligne jusqu'au poste de secours. »
Témoignages d'auteurs en forme de dédicace :
«A mon cher ami, Roger Pénau, qui a défriché, cultivé et fait fructifier cet ouvrage avec un talent et un dévouement magnifiques. Toute ma gratitude.»
Maurice Emmanuel.
«A Roger Pénau, en témoignage d'affection et de reconnaissance. C'est grâce à son inlassable dévouement, à son grand talent de musicien, que la "Duchesse de Padoue" fut présentée avec une idéale perfection. »
Maurice Le Boucher.